# Jacob Vis (bedrijf)
Jacob Vis was een bedrijf dat onder meer lijnolie raffineerde ten behoeve van de verfindustrie. Het was gevestigd in Zaandijk.

## Geschiedenis
Het bedrijf is voortgekomen uit de activiteiten van de familie Vis, die terug te traceren zijn tot in de 17e eeuw. Er zijn diverse takken van de familie Vis aan te wijzen, en de diverse leden waren in het bezit van meerdere oliemolens.
Het later bekend geworden bedrijf Jacob Vis is opgericht in 1856 door Jacob Vis Pietersz. (1828 - 1888). Hij kocht de oliemolen De Koe te Oostzaandam, maar hij handelde eveneens in olie die door derden werd gefabriceerd. De zaden voor zijn molen waren onder meer koolzaad uit Hongarije en lijnzaad uit Koningsbergen, maar hij importeerde ook oliën, zoals palmolie en olijfolie.
In 1862 werd de patentoliefabriek Genua te Zaandijk opgericht, en op 31 januari 1866 verkreeg hij een vergunning tot gebruik van den Stoomketel in November 1865 geplaatst in zijne papentoliefabriek "Genua" te Zaandijk en dienende tot zuivering van Oliën. In 1875 werd oliekokerij Livorno in gebruik genomen. In 1877 werd oliemolen De Oude Wolf gesloopt en tevens werd een verf- en stopverffabriek gebouwd die in 1878 in productie kwam. In 1879 volgde een krijtmalerij (krijt is een bestanddeel van stopverf) en in hetzelfde jaar kwam een fabriekje voor Kroon Olie tot stand.
In 1886 meldde de catalogus: Fabriek en magazijn van Olie, Olijf-, Kroon- en andere plantaardige Macine-olie, Minerale machine-, cilinder- en smeer-olie, olijf-, boek-, tafel-, raap-, patent- en boterolie, lijnolie, gekookte en gebleekte lijnolie, stand- en papaverolie, Harland & Son's Engelsche lakken & vernissen, Scholten & Co's vernis voor waterdichte dekkleden, regenpakken, molenzeilen, dorschkleeden enz. - Stoomfabriek van stopverf, plamuur, krijt enz.
Geleidelijk ontwikkelde Jacob Vis zich dan ook tot een verffabriek. Ze was onder meer gevestigd aan Lagedijk 126, waar zich het kantoor en het laboratorium bevond. Geproduceerd werd aan Kalverringdijk 41, in de Kalverpolder. Het bedrijf werd in 1974 overgenomen door Cargill, aangezien er een lijnolieraffinaderij aanwezig was. De destijds als B.V. Lakfabriek en Export Maatschappij v/h Jacob Vis Pz. werd in 1978 opgeheven.

## Externe bron
- Zaans erfgoed